# 錫盤街 (樂團)
錫盤街（Tin Pan Alley）為一支結合數學搖滾與後搖滾的台灣樂團。

## 團員
- 琬婷：吉他手，前「瓢蟲樂團」吉他手，亦為「Varo」的吉他手、電腦編曲。
- 昆蟲白：貝斯手，亦為「甜梅號」、「絲襪小姐」、「吉朗 (Guirum)」的吉他手。
- 吳迪：鼓手

## 簡介
2003年，吉它手琬婷結束在芝加哥的錄音工程學位後，離開了之前待的瓢蟲樂團，並且找來甜梅號吉他手昆蟲白和吳迪組成錫盤街，在地下社會等LIVE HOUSE演出，很快地受到樂迷的注目與期待。吉他手琬婷非常擅於使用效果器，演出時常常可以看見她腳邊滿地的效果器。效果器的變換加上大轉調和驟停驟起的吉他手法，再搭配上穩健的貝斯和鼓聲，極具張力感。

## 專輯
- 2004《進入另一個隧道》，七吋黑膠唱片發行。
- 2009《Needing Dimensions》，七吋黑膠唱片發行。

## 相關連結
- A interview about WanTing and Tin Pan Alley before the TPA Japan tour
- 《進入另一個隧道》樂評